# اسکارن

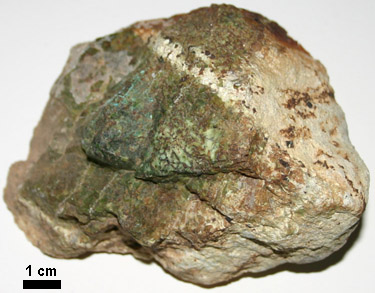
نمونه دستی اسکارن حاوی سرپانتینیت از لبه آلتا استاک، دره کوچک کاتن وود، یوتا. ژوئیه 1997 در اردوگاه زمین‌شناسی دانشگاه پن‌استیت جمع آوری شد.

اسکارن (به انگلیسی: Skarn) یک معدن قدیمی سوئدی است که در ابتدا برای توصیف نوعی باطله سیلیکات یا ضایعات سنگ مورد استفاده قرار میگرفته‌است. سنگ آهن‌هایی که در ظاهر رسوب می‌کنند و جایگزین سنگ آهک‌های palaeoproterozoic می‌شوند در منطقه پرسبرگ سوئد استخراج می‌شوند. در استفاده مدرن اصطلاح "اسکارن" گسترش یافته‌است و برای اشاره به سیلیکات کلسیم دار در هر سنی استفاده می‌شود. در امریکا اصطلاح "tactite" است که معمولاً به عنوان مترادف با اسکارن استفاده می‌شود.
اسکارن‌ها و تاکتیت‌ها اغلب در منطقه تماس بین رسوخ از بدنه ماگمای گرانیتی با سنگ‌های رسوبی کربناته مانند سنگ آهک تشکیل می‌شوند. آب گرم‌ها که از ماگماهای گرانیتی مشتق شده‌اند از سیلیکا، آهن، آلومینیوم و منیزیم غنی هستند. این مایعات مخلوط در منطقه تماس سنگ‌های کربناته غنی از کلسیم را در خود حل کرده و سنگ کربنات میزبان را در یک فرآیند دگرگونی شناخته شده به عنوان متاسوماتیسم به اسکارن تبدیل می‌کند. نتایج سنگ‌های متامورفیک ممکن است شامل تنوع بسیار گسترده‌ای از مجموعه‌های وابسته به مواد معدنی در ترکیب اصلی از مایعات ماگمایی و خلوص سنگ رسوبی کربنات باشد.
اسکارن‌ها در بعضی موارد ممکن است با توده‌ای از سنگ‌های معدنی فلزی مانند آهن، مس، روی، سرب و طلا و... در ارتباط باشند. در چنین مواقعی این ذخایر را ذخایر "سپرده اسکارن" می‌نامند.

## پترولوژی و انواع آن
اسکارن‌ها در معنای وسیع تر خود بیانگر حمل و نقل جرم و مواد شیمیایی و واکنش بین آن‌ها هستند. آن‌ها در اصل نیازی ندارند که آذرین باشند، دو لایه از لایه‌های رسوبی مجاور از قبیل آهن نواری و سنگ آهک ممکن است با یکدیگر واکنش داده و تبادل فلزات و مایعات در طول دگرگونی منجر به تولید اسکارن شود.
با این حال وسیع‌ترین استفاده از کلمه اسکارن در توصیف مناطق دگرگون شدهٔ مجاور با سنگ‌های آذرین گرانیتی است. اسکارنهایی که توسط واکنش بین لایه‌های رسوبی دگرگونی ایجاد شده‌اند  نیز به عنوان اسکارن شیمیایی یا skarnoids‌ها شناخته شده‌اند. اسکارنها از هورنفلس کالک سیلیکات، معمولاً توسط روابط زمینه متمایز می‌شوند.
اسکارنها با منشأ آذرین به عنوان exoskarns یا endoskarns طبقه‌بندی شده‌اند. exoskarn‌ها در خارج از گرانیت رخ می‌دهند و موجب آلتره شدن سنگ دیواره می‌شوند.endoskarn‌ها از جمله greisens  در داخل گرانیت شکل می‌یابند، معمولاً در مراحل پایانی شامل استوک ورک متقاطع و خنک‌کننده‌های مفاصل  هستند و در اطراف حاشیه و بالاترین بخش خود از گرانیت شامل می‌شوند.
مواد معدنی‌های نمونه اسکارن شامل پیروکسن، گارنت، وزوویانیت، ولاستونیت، اکتینولیت، مگنتیت یا هماتیت، و اپیدوت هستند. اسکارنها از ناسازگاری غنی از عنصر، مایعات آبی سیلیسی انواع انواع مواد معدنی غیرمعمول در محیط اسکارن، مانند: تورمالین، توپاز، بریل، کوراندوم، فلئوریت، آپاتیت، باریت، استرونتیانیت، تانتالیت و آنگلزیت تشکیل شده‌اند. اغلب فلدسپاتوییدها و گونهٔ نادر کالک-سیلیکاتها مانند اسکاپولیت در مناطق حاشیه‌ای بیشتر یافت می‌شوند.

## شکل‌گیری
اسکارن‌ها یک کلاس از سنگ‌های کالک سیلیکات هستند که در ارتباط تنگاتنگی با رسوخ گرانیت که معمولاً منشاء رسوبی دگرگونی (نوع S) است، هستند. اسکارنها به دلیل مواد شیمیایی مایع و رفتار تبلور از نوع M (منشا گوشته) و نوع I (خاستگاه آذرین و دگرگونی)، به ندرت با انواع دیگر از گرانیت دیده می‌شوند. گرانیت‌های نوع S بیشتر مستعد ابتلا به تولید مایع مرحله آخر غنی از سیلیس، عناصر ناسازگار و هلدس هستند، زیرا آن‌ها به‌طور کلی پتاسیک، اکسید شده و آبدارشده‌اند.
Exoskarn‌ها زمانی که مایعات پیش از تبلور گرانیت از توده خارج می‌شوند تشکیل می‌شوند. هنگامی که این مایعات  در تماس با سنگ واکنش هستند، معمولاً سنگ آهک یا دول استون با آن‌ها واکنش داده و سنگ‌های متاسوماتیسم را تشکیل می‌دهند. از آنجا که این مایعات سیلیکا محلول، آهن، فلزات، هلدس و گوگرد، را حمل می‌کند، سنگ به دست آمده معمولادارای  یک ترکیب بسیار پیچیده‌ای از مواد معدنی غنی از کلسیم، منیزیم و کربنات است.
انواع غیرمعمول از اسکارنها در تماس با سنگ سولفورها یا کربن مانند شیل‌های سیاه و سفید، شیل‌های گرافیت، آهن‌های نواری، نمک یا اواپوریت تشکیل شده‌اند. در اینجا مایعات، واکنش کمتری از طریق تبادل شیمیایی یون نشان می‌دهند که دلیل آن پتانسیل ردوکس-اکسیداسیون سنگ دیوار است.
Endoskarn‌ها نادر هستند، به‌طور کلی به دلیل مایع ایجاد شده توسط گرانیت، معمولاً در تعادل با مواد معدنی از گرانیت تشکیل شده‌اند. Endoskarn‌ها به نظر می‌رسد که در گرانیت‌هایی که آب خود را زودتر از دست داده‌اند  تشکیل می‌شوند.

## ذخایر سنگ
اسکارنها اغلب میزبان سنگ معادن مس، سرب، روی، آهن، طلا، مولیبدن، قلع، و تنگستن هستند. نمونه‌هایی از ذخایر اسکارن‌های اقتصادی عبارتند از:
- نهر کاج معدن (تنگستن)، اینیو کانتی، کالیفرنیا، ایالات متحده آمریکا
- OK Tedi معدن (طلا و مس)، استان غربی (پاپوآ گینه نو)
- Avebury معدن (نیکل)، Zeehan، تاسمانی، (استرالیا)